# Tabuina
Tabuina es un género de arañas araneomorfas de la familia Salticidae. Se encuentran en Papúa Nueva Guinea.   

## Lista de especies
Se reconocen las siguientes según The World Spider Catalog 16:
- Tabuina baiteta Maddison, 2009
- Tabuina rufa Maddison, 2009
- Tabuina varirata Maddison, 2009